# Шахбазов, Явер Алибала оглы
Явер Алибала оглы Шахбазов (азерб. Yavər Əlibala oğlu Şahbazov; 1 ноября 1973 — 17 марта 1995) — военнослужащий Вооружённых сил Республики Азербайджан. Национальный Герой Азербайджана (1995).

## Биография
Родился Явер Шахбазов 1 ноября 1973 года в селе Кыраглы, Хачмазского района, Азербайджанской ССР. В 1981 году поступил на обучение в первый класс Алексеевской средней школы. Своим остроумием он смог завоевать уважение своих учителей и одноклассников. Особое внимание он уделял своему образованию. В 1991 году после окончания средней школы поступил в Шамахинский культурно-просветительский техникум. Мальчик воспитывался в духе патриотизма и имел большое желание стать военнослужащим.
8 июня 1994 года Явер Шахбазов был призван Хачмазским районным военным комиссариатом на действительную военную службу в ряды Национальной армии Азербайджана.
В марте 1995 года, группа вооружённых незаконных бандформирований выступила против действующей государственной политики Азербайджана. 13 марта 1995 года подразделение, в котором служил Явер, чтобы предотвратить попытку переворота, было направлено к месту противостояний в городе Баку. Шахбазов принимал участие в подавлении и нейтрализации незаконных формирований, бывших членов отряда полиции особого назначения, действующих с целью Государственного переворота в Азербайджанской Республики. В вооружённом столкновении с государственными преступниками Явер спас нескольких раненых товарищей, но сам получил тяжелое огнестрельное ранение. 17 марта 1995 года он скончался.
Явер Шахбазов был не женат.

## Память
Указом Президента Азербайджанской Республики № 307 от 4 апреля 1995 года Яверу Алибала оглы Шахбазову было присвоено звание Национального Героя Азербайджана (посмертно).
Похоронен в селе Алексеевка Хачмазского района Республики Азербайджан.
Алексеевская сельская средняя школа в настоящее время носит имя Национального Героя Азербайджана. Бюст установлен перед зданием школой в городе Хачмазе. В 2003 году в селе Алексеевка в память о Явере Шахбазове был воздвигнут памятник шехидам.